# Neškodljivi prolazak
Neškodljivi prolazak je pravo plovidbe stranih brodova teritorijalnim morem obalne države radi:
- presijecanja tog mora bez ulaska u unutarnje morske vode ili pristajanja na sidrištu ili uz lučke uređaje izvan unutarnjih morskih voda,
- ulaska u unutarnje morske vode ili izlaska iz njih, ili pristajanja na takvu sidrištu ili uz takve lučke uređaje.

Prolazak je neškodljiv sve dok ne dira u mir, red ili sigurnost obalne države. Prolazak mora biti neprekinut i brz. Prolazak, međutim, obuhvaća zaustavljanje i sidrenje, ali samo ako su to uzgredni događaji u redovitom tijeku plovidbe ili ih nameće viša sila ili nevolja, ili su potrebni radi pružanja pomoći osobama, brodovima ili zrakoplovima u opasnosti ili nevolji.
Obalna država ne smije ometati neškodljivi prolazak stranih brodova teritorijalnim morem, ali može poduzimati mjere potrebne radi sprečavanja prolaska koji nije neškodljiv. Obalna država može donositi zakone i druge propise o neškodljivom prolasku teritorijalnim morem koji se odnose na sva ili na neka od ovih pitanja:
- sigurnost plovidbe i uređenje pomorskog prometa;
- zaštitu navigacijskih pomagala i sredstava i drugih sredstava i uređaja;
- zaštitu kabela i cjevovoda;
- očuvanje živih bogatstava mora;
- sprečavanje kršenja zakona i drugih propisa obalne države o ribolovu;
- očuvanje okoliša obalne države i sprečavanje, smanjivanje i nadziranje onečišćenja;
- znanstveno istraživanje mora i hidrografska mjerenja;
- sprečavanje kršenja carinskih, fiskalnih, useljeničkih ili zdravstvenih zakona i drugih propisa obalne države.

Pravni režim neškodljivog prolaska pod određenim uvjetima primjenjuje se i u arhipelaškim vodama, tjesnacima koji služe međunarodnoj plovidbi i u unutarnjim morskim vodama.